# Teliu
Teliu (in ungherese Keresztvár, in tedesco Kreuzburg) è un comune della Romania di 3960 abitanti, ubicato nel distretto di Brașov, nella regione storica della Transilvania.